# Maine Celtics
Maine Celtics – zawodowy zespół koszykarski, z siedzibą w mieście Portland (stan Maine). Drużyna jest członkiem ligi G-League. Klub powstał w 2009 roku i jest powiązany z Boston Celtics. Swoje mecze rozgrywa w hali Portland Exposition Arena. Trenerem zespołu był selekcjoner reprezentacji Polski – Mike Taylor, obecnie jest nim Scott Morrison.

## Powiązania z zespołamiNBA
- Boston Celtics (od 2009)
- Charlotte Bobcats (2009–2012)
- Philadelphia 76ers (2011–2012)

## Wyniki sezon po sezonie
| Maine Red Claws        |                        |                        |     |     |      |                |           |
| 2009–10                | Wschodnia              | 4                      | 27  | 23  | 54,0 |                |           |
| 2010–11                | Wschodnia              | 5                      | 18  | 32  | 36,0 |                |           |
| 2011–12                | Wschodnia              | 6                      | 21  | 29  | 42,0 |                |           |
| 2012–13                | Wschodnia              | 3                      | 26  | 24  | 52,0 | Pierwsza runda |           |
| 2013–14                | Wschodnia              | 4                      | 19  | 31  | 38,0 |                |           |
| Suma - Sezon regularny | Suma - Sezon regularny | Suma - Sezon regularny | 111 | 139 | 46,0 | 2009–2013      | 2009–2013 |
| Suma - Playoff         | Suma - Playoff         | Suma - Playoff         | 0   | 2   | .000 | 2009–2013      | 2009–2013 |

## Skład – sezon 2014/15
| Numer | Imię i Nazwisko     | Wzrost | Pozycja    | Uczelnia           |
| 14    | Chris Babb          | 196    | obrońca    | Iowa State         |
| 15    | Sherwood Brown      | 193    | obrońca    | Florida Gulf Coast |
| -     | Jason Calliste      | 188    | obrońca    | Oregon             |
| 42    | Asauhn Dixon-Tatum  | 213    | środkowy   | Auburn             |
| 10    | Tim Frazier         | 185    | obrońca    | Penn State         |
| 24    | Omari Johnson       | 206    | skrzydłowy | Oregon State       |
| 17    | Luke Loucks         | 196    | obrońca    | Florida State      |
| 20    | Rodney McGruder     | 193    | obrońca    | Kansas State       |
| 33    | Dwight Powell (NBA) | 211    | skrzydłowy | Stanford           |
| 50    | Ralph Sampson, Jr.  | 211    | środkowy   | Minnesota          |
| 11    | Andre Stringer      | 178    | obrońca    | Louisiana State    |
| 12    | Jermaine Taylor     | 196    | obrońca    | Central Florida    |
| 21    | Christian Watford   | 206    | skrzydłowy | Indiana            |

## Draft

### Wybory draftu 2010
1. Magnum Rolle, Louisiana Tech
2. Kenny Hayes, Miami (Ohio)
3. Chamberlain Oguchi, Illinois State
4. Lawrence Westbrook, Minnesota
5. Tajuan Porter, Oregon
6. James Lewis, Fresno Pacific
7. JaJuan Smith, Tennessee
8. Eugene Spates, Northeastern
9. Armon Bassett, Ohio University

### Wybory draftu 2011
1. Chris Wright, Dayton
2. Durrell Summers, Michigan State
3. Mike Tisdale, Illinois
4. Charles Okwandu, Connecticut
5. Sadiel Rojas, Oklahoma Wesleyan
6. Darren Cooper, University of Portland (Oregon)
7. Jonathan Dupre, Pepperdine

## Zawodnicy przypisani z zespołów NBA
- Bill Walker – przez Boston Celtics – 21.11.2009
- Alexis Ajinca – przez Charlotte Bobcats – 30.11.2009
- Lester Hudson – przez Boston Celtics – 15.12 i 26.12.2009
- Sherron Collins – przez Charlotte Bobcats – 8.12.2010
- Avery Bradley – przez Boston Celtics – 14.01.2011
- Craig Brackins – przez Philadelphia 76ers – 7.02.2012

- Fab Melo – przez Boston Celtics – 14.11.2012
- Kris Joseph – przez Boston Celtics – 14.11.2012
- MarShon Brooks – przez Boston Celtics – 1.01.2014
- Rajon Rondo – przez Boston Celtics – 15.01.2014
- Vitor Faverani – przez Boston Celtics – 25.01.2014
- Vander Blue – przez Boston Celtics – 31.01.2014

## Zawodnicy aktywowani przez zespoły NBA
- Lester Hudson – przez Boston Celtics – 20.12.2009.
- Bill Walker – przez Boston Celtics – 23.12.2009.
- Alexis Ajinça – przez Charlotte Bobcats – 2.02.2010.
- Sherron Collins – przez Charlotte Bobcats – 21.12.2010
- Avery Bradley – przez Boston Celtics – 7.02.2011
- Craig Brackins – przez Philadelphia 76ers – 2.03.2012
- Rajon Rondo – przez Boston Celtics – 15.01.2014

## Nagrody i wyróżnienia
| MVP                | Debiutant roku                         | Największy postęp                      | Trener roku           | Menedżer roku       |
| ------------------ | -------------------------------------- | -------------------------------------- | --------------------- | ------------------- |
| Tim Frazier (2015) | DeShawn Sims (2011) Tim Frazier (2015) | Kenny Hayes (2012) Frank Gaines (2014) | Scott Morrison (2015) | Jon Jennings (2010) |

I skład D-League
- Tim Frazier (2015)

II skład D-League
- Chris Wright (2014)
- Chris Babb (2015)

III skład D-League
- DeShawn Sims (2011)
- Morris Almond (2012)
- DaJuan Summers (2013)
- Chris Wright (2013)
- P.J. Dozier (2019)

All-D-League Honorable Mention Team
- Frank Gaines (2014)

All-D-League  Showcase Honorable Mention Team
- Micah Downs (2013)

I skład defensywny D-League
- Chris Wright (2013)
- Fab Melo (2013)

II skład defensywny D-League
- Mario West (2011)
- Mark Tyndale (2013)
- Chris Wright (2014)
- Tim Frazier (2015)

III skład defensywny D-League
- Chris Babb (2014–2015)

I skład debiutantów D-League
- DeShawn Sims (2011)
- Fab Melo (2013)
- Frank Gaines (2014)
- Tim Frazier (2015)

II skład debiutantów D-League
- Jamar Smith (2011)
- Zeke Marshall (2014)

III skład debiutantów D-League
- Chris Babb (2014)

Uczestnicy meczu gwiazd

- Chris Wright (2013–2014)[16][17]
- Alexis Ajinça (2010)[18]
- Trey Gilder (2010)[18]
- DeShawn Sims (2011)[19]
- Micah Downs (2013)[16]

- Shelvin Mack (2013)[16]
- James Mays (2013)[16]
- DaJuan Summers (2013)[16]
- Lawrence Hill (2012)[20]
- Chris Babb (2015)[21]

- Tim Frazier (2015)[21]
- Marcus Georges-Hunt (2017)[22]
- Jalen Jones (2017)[22]
- Abdel Nader (2017)[22]

Zwycięzcy konkursu shooting stars
- Trey Gilder (2010)[23]